# 221b.ru
221b.ru — сайт, посвящённый циклу телевизионных фильмов Игоря Масленникова «Приключения Шерлока Холмса и доктора Ватсона». Сайт был основан энтузиастами из Санкт-Петербурга под псевдонимами Pinguin и TAYM. Сайт открылся 19 июля 2006 года — в день рождения Василия Ливанова.
24 июля 2006 года телеканал «Культура» в разделе вечерних новостей «З@грузка» объявил об открытии сайта 221b.ru. Портал «Кино России» ошибочно «назначил» сайт 221b.ru официальным сайтом фильма. Режиссёр картины Игорь Масленников в течение 15 лет помогал развитию сайта информацией о съёмках и архивными материалами. Также различную помощь оказывают и другие члены съёмочной группы.
Развитие сайта продолжается все эти годы. На момент открытия он весил всего 25 Мб, а по состоянию на 2025 год он весит почти 3 Гб, содержит более четырёхсот страниц и более пяти тысяч иллюстраций.

## Награды и премии
- Победитель всероссийского интернет-конкурса «Золотой сайт» в 2006 году в двух номинациях — «Классика» и «Гран-При»[5].
- Дипломант всероссийского фестиваля интернет-проектов «Новая реальность» по Северо-Западу в номинации «Культура» в 2006 году[6].
- Победитель сетевого конкурса «РОТОР 2008» в номинации «Киносайт года»[7].

## Структура сайта
- История — детальный рассказ о создании фильма.
- Леди & Джентльмены — перечень и биографии членов съёмочной группы, описания персонажей.
- География — подробное описание каждой съёмочной локации всех фильмов цикла. Рассказ о реальной истории мест и зданий, где снимались эпизоды картины. Фотографии «тогда» и «сейчас».
- Овсянка — о киноляпах, беззлобно и с юмором.
- Архив — старые газеты, интервью, тексты о Холмсе и Ватсоне, диалоги из фильма, рассказы Конан Дойла.
- Чердак — аудиофайлы, редкие и даже уникальные фотографии, рисунки и документы, видео, ссылки.